# Ян Денч
Ян Алек Гарві Денч (англ. Ian Alec Harvey Dench) — англійський автор пісень і музикант, найбільш відомий своєю роботою з гуртом EMF. У 1991 році трек «Unbelievable» став міжнародним хітом, потрапивши в десятку кращих у всьому світі і посівши перше місце у США.

## Раннє життя
Ян Алек Гарві Денч народився 7 серпня 1964 року в Челтнемі (Cheltenham). Грати на класичній гітарі Ян навчився у батька, Гарольда Денча. З 1975 року Ян навчався в школі The Crypt School у Глостері (Gloucester).
Ян розпочав свою музичну кар'єру, граючи в панк гурті Curse у Глостері. Потім він створив гурт Apple Mosaic у Глостері, гурт підписав контракт з Virgin Records і випустив сингл «Honey If». Згодом гурт розпався, а його учасники створили гурт Bedazzled. Гурт випустив кілька синглів, а у 1992році — альбом «Sugarfree» (Columbia Records).

## EMF
У 1989 році утворився гурт EMF, до складу якого увійшли:
- Зак Фолі (Zac Foley) — бас-гітара;
- Марк Деклодт (Marc Decloedt) — барабани;
- DJ Milf;
- Джеймс Аткін (James Atkin) — вокал;
- Ян Денч — гітара.

У 1990 році їхній дебютний сингл «Unbelievable» очолив хіт-паради багатьох країн світу, досягнувши першого місця в США в липні 1991 року. «Unbelievable» був написаний Яном Денчем. Сингл містив фрагменти висловлювань коміка Ендрю Дайса Клея (Andrew Dice Clay). В інтерв'ю Spin, у вересні 1991 року, Денч сказав "Я музичний директор, але я не зміг би зробити це без них."
У 1991 році EMF випустили свій перший альбом Schubert Dip, який посів 3 місце у Великій Британії. Автор пісень Ян Денч пояснив назву так: «Якщо мені не вистачає послідовності акордів, я візьму один із Шуберта». Альбом Schubert Dip (1991) розійшовся двомільйонним тиражем. У 1992 році EMF випустили мініальбом Unexplained (включно з кавер-версією «Search and Destroy»). А пізніше вийшов альбом Stigma. Було продано лише 37 тисяч примірників Stigma. Третій альбом EMF, Cha Cha, вийшов у 1995 році.
Гурт розпався в 1997 році через музичні розбіжності.
Гурт ще кілька разів збирався, щоб відіграти кілька концертів і знов розпастись.
У 2001 році EMF знову зібрались і випустили альбом найбільших хітів Epsom Mad Funkers: The Best of EMF. 1 квітня 2022 року гурт випустив повністю новий альбом під назвою Go Sapiens. У 2024 році з'явився альбом The Beauty and the Chaos.

## Whistler
Після відходу з EMF, у 1997 році, Ян Денч сформував гурт Whistler.
До складу гурту увійшли: Ян Денч, Kerry Shaw, James Topham, Tim Weller, Fuzz Townshend.
Гурт Whistler випустив 2 альбоми: "Whistler" (лейбл Wiiija, 1999), "Faith in the Morning" (лейбл Wiiija, 2000); 4 сингли: "Rare American Shoes" (Wiiija, 1998), "If I Give You a Smile" (Wiiija, 1998), "Don't Jump in Front of My Train" (Wiiija, 1999), "Happiness" (Wiiija, 2000); та міні-альбом: "Intermission" (Wiiija, 1999).

## Кар'єра автора пісень
У 2007 році Ян Денч спільно з Бейонсе (Beyoncé), Амандою Гост (Amanda Ghost), та учасниками Stargate, Mikkel S. Eriksen та Tor Erik Hermansen, написали пісню «Beautiful Liar». Пісню виконали американська співачка Бейонсе та колумбійська співачка Шакіра (Shakira). У 2007 році Ян Денч разом з Амандою Гост і Stargate написали пісню «Tattoo», пісню виконала американська співачка Джордін Спаркс (Jordin Sparks). Альбом Бейонсе 2008 року, I Am... Sasha Fierce, містив три пісні, які написали Ян Денч та Аманда Гост: Disappear, Ave Maria та Satellites.
Денч був співавтором пісні Colours гурту Prodigy 2009 року (альбом Invaders Must Die). А також співавтором пісні Red, Деніела Меррівезера (Daniel Merriweather), яка увійшла до п'ятірки найкращих хітів у Великій Британії у травні 2009 року. У співпраці з Амандою Гост, Денч написав пісню Gypsy, яку виконала співачка Шакіра (альбом She Wolf).
З березня 2009 по листопад 2010 Денч був віце-президентом підрозділу A&R лейбла Epic Records (Нью-Йорк), підрозділ підписав контракт на випуск альбомів Alice Smith та гурту Augustana.
У 2011 році Денч брав участь у написанні пісні Bedroom Hymns для гурту Florence (альбом The Machine's Ceremonials), а також пісні I Come Apart для репера ASAP Rocky.
У 2013 році Денч брав участь у написанні пісні Endorphins для виконавця Nicolaas Douwma (також відомого як Sub Focus), пісня посіла 10 місце у чарті Великої Британії. А також брав участь у написанні у написанні пісень до альбому The Conversation гурту Texas. А також долучився до написання пісень мініальбому Astronaut і синглу Run для співака Joel Compass.
Співак і автор пісень Джеймі Каллум (Jamie Cullum) заспівав дві пісні Денча в серіалі ITV, The Halcyon, у 2016 році.
У 2017 році було оголошено, що Денч очолює новий звукозаписний лейбл LGM Records разом із колишнім фронтменом Goldheart Assembly Джеймсом Дейлом (James Dale). Згодом вони підписали контракт з інді-поп-гуртом Friedberg.
Лейбл розміщував саморекламу у The Times та інших виданнях аж до заснування агентства цифрової реклами під назвою SINE Digital.
У 2018 році Денч працював з Амандою Гост і Маріусом ДеВрізом (DeVries) над піснею «The Wonder» для мюзиклу «Кінг-Конг», на Бродвеї.

## Нагороди
У 2008 році Денч отримав нагороду Ivor Novello Award за пісню «Beautiful Liar» в категорії «Найпопулярніша британська пісня».
У 2009 році він був номінований на «Золотий глобус» як співавтор пісні «Once in a Lifetime», яку Бейонсе виконала для фільму Cadillac Records.
У 2010 році він був номінований на дві премії «Греммі»:
- як співпродюсер двох треків в альбомі Бейонсе «I Am… Sasha Fierce», який був номінований як «Альбом року»;
- як співавтор пісні «Once in a Lifetime».